# Sandor Funtek
Pour les articles homonymes, voir Funtek.
Sandor Funtek est un acteur français, né le 25 avril 1990 à Paris.

## Biographie

### Jeunesse
Sandor Funtek naît le 25 avril 1990 à Paris. Il est le fils de Dorine Hollier et Funtek Frigyes (hu). Il se forme au Studio-théâtre d'Asnières.

### Carrière
Sandor Funtek commence sa carrière, en 2013, dans La Vie d'Adèle : Chapitres 1 et 2 d'Abdellatif Kechiche, Palme d'or au Festival de Cannes 2013.
En 2015, il tient un petit rôle dans Dheepan de Jacques Audiard, également Palme d'or cannoise, et joue dans un épisode d'Hard. L'année suivante, il est à l'affiche des films Noces, Zin'naariya! et Les Derniers Parisiens.
En 2018, il tourne dans Les Affamés de Léa Frédeval.
En 2020, il obtient son premier rôle principal dans K contraire, ce qui lui vaut, en novembre de cette même année, d'être pré-nommé au César du meilleur espoir masculin pour son rôle. L'année d'après, il incarne Kool Shen dans la biographie Suprêmes d'Audrey Estrougo.
En 2022, il est nommé au César du meilleur espoir masculin pour son rôle dans Suprêmes, et il est à l'affiche des séries Poupée Russe et Notre-Dame, la part du feu.

### Vie privée
Sandor Funtek a été le compagnon de la comédienne Chloé Jouannet, fille des comédiens Alexandra Lamy et Thomas Jouannet, de 2020 à 2024.

## Filmographie

### Cinéma

#### Longs métrages
- 2013 : La Vie d'Adèle : Chapitres 1 et 2 d'Abdellatif Kechiche : Valentin
- 2015 : Dheepan de Jacques Audiard : le gardien
- 2016 : Noces de Stephan Streker : Frank
- 2016 : Zin'naariya! de Rahmatou Keïta : Sandor
- 2016 : Les Derniers Parisiens d'Hamé et Ekoué : Milord
- 2017 : Nico, 1988 de Susanna Nicchiarelli : Ari
- 2018 : Les Affamés de Léa Frédeval : Kéké
- 2019 : Nos vies formidables de Fabienne Godet : Dylan
- 2019 : Une jeunesse sauvage de Frédéric Carpentier : Andy
- 2019 : Adoration de Fabrice du Welz : Lucien, l'infirmier
- 2020 : K contraire de Sarah Marx : Ulysse Fravielle
- 2020 : L'Étreinte de Ludovic Bergery : Harold
- 2020 : Kandisha d'Alexandre Bustillo et Julien Maury : Erwan
- 2021 : Suprêmes d'Audrey Estrougo : Kool Shen
- 2021 : L’Histoire de ma femme d'Ildikó Enyedi : Tommy
- 2023 : Rue des Dames de Hamé et Ékoué : Yohann
- 2024 : Nouveau monde de Vincent Cappello : Sandor
- 2024 : Stranger de Mads Hedegaard : Wana
- 2025 : Brûle le sang d'Akaki Popkhadze : Emir

#### Courts métrages
- 2013 : Rôdeurs de Margo Brière Bordier
- 2014 : Jennah de Meryem Benm'Barek
- 2015 : L'Homme au lion de Matthias Castegnaro : le jeune homme
- 2015 : 8 Coups de Virginie Schwartz : Tom
- 2015 : Une famille de Mohamed Issolah : Samir
- 2015 : À Peine de Vincent Cappello : Swan
- 2016 : DeadBoy] de Luchino Gatti : Enzo
- 2017 : Rikishi de Julien Menanteau :
- 2018 : Tumultueuses de Mathilde Boussac : Liam
- 2021 : Frère et sœur de Coralie Lavergne : Alex
- 2021 : I and the Stupid Boy de Kaouther Ben Hania : Kévin
- 2023 : Dammi de Yann Demange
- 2024 : Les Acharnés de Mathilde Boussac

### Télévision

#### Téléfilm
- 2009 : Mourir d'aimer de Josée Dayan : Lucas Malzieu

#### Séries télévisées
- 2015 : Hard : Esteban Micheletty
- 2016 : Capitaine Marleau de Josée Dayan : Marco Ferrari (épisode La Nuit de la lune rousse)
- 2019 : Replay : Titus
- 2021 : Narvalo : Blaise
- 2022 : Poupée Russe (Russian Doll) : Lenny
- 2022 : Notre-Dame, la part du feu d'Hervé Hadmar : Anthony Casemari
- 2024 : Furies : Orso

### Clips
- 2018 : Suffer de Petit Biscuit, avec Skott, réalisé par Rosalia Kin : l'homme
- 2019 : Run for Me de Sebastian (musicien), avec Gallant, réalisé par Todd Tourso : le jeune homme
- 2010 : Ma Benz de Brigitte, réalisé par Mark Maggiori : le jeune homme

## Doublage
- 2009 : Enter the Void : Oscar (Nathaniel Brown)
- 2009 : Be Bad! : Vijay Joshi (Adhir Kalyan)
- 2010 : Les Révoltés de l'île du Diable : Erling « C-19 » (Benjamin Helstad)
- 2015 : Love : Murphy (Karl Glusman)
- 2016 : Ave, César ! : Hobie Doyle (Alden Ehrenreich)
- 2017 : The Square : Michael (Christopher Læssø)